# Come On Get It
«Come On Get It» es un sencillo del artista estadounidense Lenny Kravitz. La canción forma parte del álbum Black and White America, lanzado en 2011.
Esta canción que fue el primer sencillo del álbum le permitió a Kravitz firmar un contrato con Turner Broadcasting System y la NBA para la difusión del vídeo. Fue la canción oficial de la NBA en 2011 y el vídeo apareció en un anuncio de la liga estadounidense. Además, Kravitz interpretó la canción en el All-Star Game de la NBA 2011.

## Posicionamiento
| Lista  | Posición |
| ------ | -------- |
| Top 40 | 19       |